# Nigel Marven
Nigel Marven (ur. 27 listopada 1960 w gminie Londynu London Borough of Barnet) – brytyjski zoolog, ornitolog, aktor. W 2008 roku przebiegł London Maraton, aby wspomóc rezerwat charytatywny delfinów i wielorybów Whale and Dolphin Conservation Society.

## Życiorys

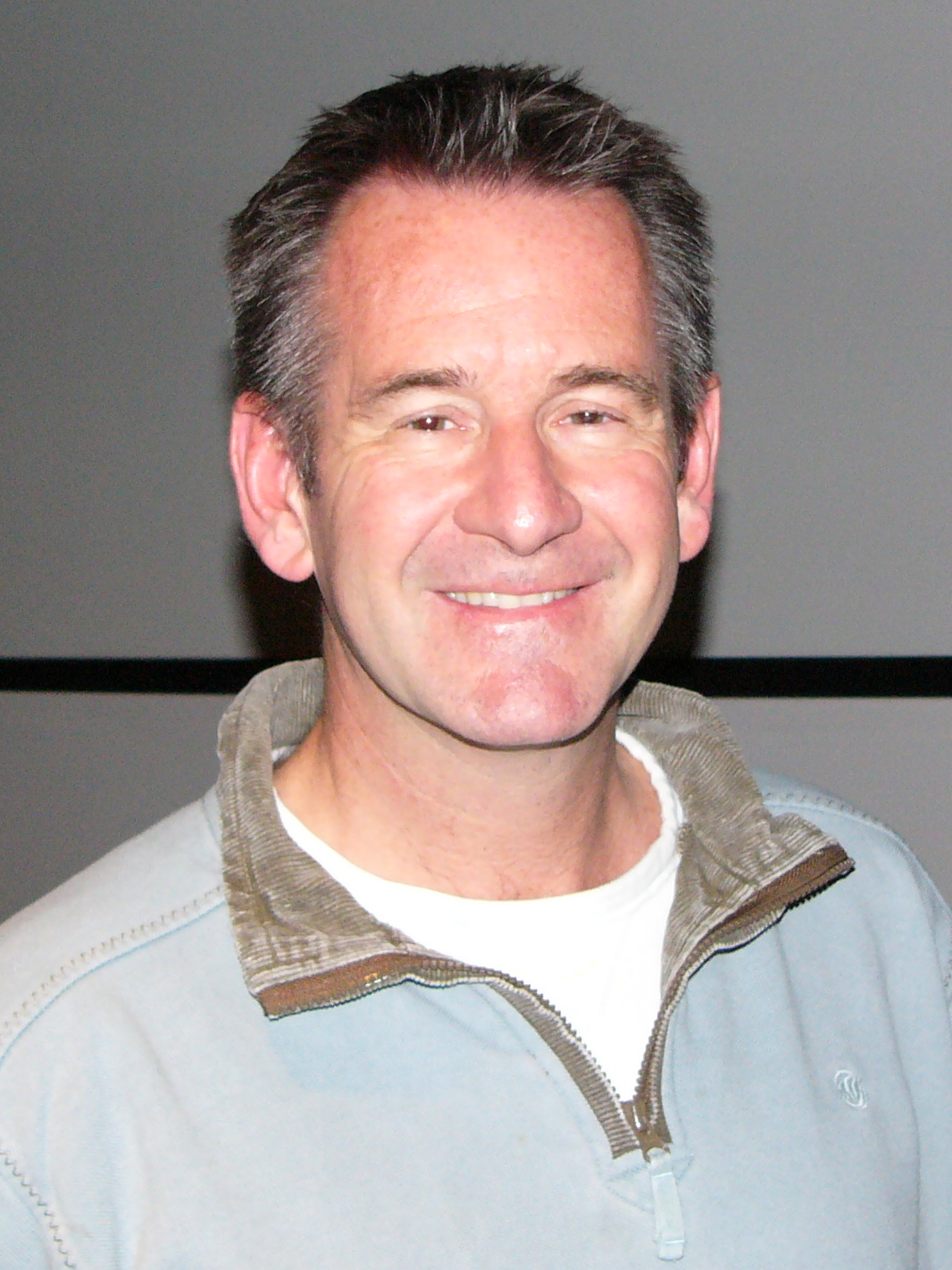
Nigel Marven w 2008 roku.

Zoolog urodził się w 1960 roku koło Londynu i studiował botanikę na Uniwersytecie Bristolskim. Jest znanym na cały świat prezenterem przyrody, producentem telewizyjnym i autorem wielu filmów o otaczającym nas świecie.
Już w dzieciństwie wykazywał zainteresowanie zwierzętami. Jego pierwszym zwierzakiem był chomik o imieniu Hummy. Jako ośmiolatek miał całą kolonię chomików, a w szafie w tajemnicy hodował owady. Z biegiem lat posiadał coraz to większe okazy. Były to m.in. sroka, boa dusiciel i kajman. W wannie trzymał węgorze.
Pod koniec studiów, kiedy był pochłonięty potrzebną mu do pracy magisterskiej obserwacją ślimaków i okrzemków, oraz ich wzajemnych oddziaływań, otrzymał propozycję wystąpienia w telewizji w serii BBC "Galactic Garden". Wkrótce zaproponowano mu stanowiska pracownika naukowego przy produkcji serii przyrodniczej o regionie Morza Śródziemnego Davida Attenborough. Od tego momentu aż do dziś trwa jego współpraca z telewizją.
Popularność zdobył dzięki serialowi dokumentalnemu Park prehistoryczny.
Jego filmy są znane z tego, że są nieortodoksyjne, spontaniczne i odważne, przez co wiele osób porównuje go do Steve'a Irwina.

## Życie prywatne
Jego żoną jest Gill Marven. Ma dwójkę dzieci: córkę Eleonorę (ur. 2008) oraz syna Theo (ur. 2003) z poprzedniego związku. Mieszka w North Somerset. Wcześniej mieszkał w Południowej Afryce.

## Filmografia
- Strefy rosyjskiego niedźwiedzia (1992)
- Przyroda Iranu: tajemnica północy (1998)
- Giganci (org. Giant, 1999) - serial opowiadający w sześciu odcinkach o największych drapieżnikach wśród zwierząt.
  - Niedźwiedzie
  - Ptaki
  - Jaszczurki
  - Węże
  - Rekiny
  - Pająki
- Krwiopijcy (2000) - film dokumentalny o zwierzętach pijących krew ludzi i zwierząt.
- Tydzień z rekinami (org. Shark week, 2000) - program dokumentalny, w którym Nigel był gospodarzem jednego odcinka.
- Wielkie robale (org. Giant creepy crawiles, 2001) - film dokumentalny o wielkich insektach z całego świata.
- Wielkie koty (2001) - film dokumentalny opowiadający o pięciu największych i ryczących kotach: o lamparcie, panterze śnieżnej, jaguarze, lwie oraz tygrysie.
- Dziki świat Nigela (org. Nigel's wild wild world, 2001 - 2002) - program dokumentalny, którego Nigel jest gospodarzem. Emitowany był co tydzień w soboty w krajach anglojęzycznych.
- Nigel Marven przedstawia (2002 - 2003) - pięcioodcinkowy serial, którego każdy odcinek trwa po 60 min:
  - Szczury (2002) - Nigel najbardziej ze wszystkich zwierząt boi się szczurów. Chce w końcu przezwyciężyć ten lęk. W filmie pokazuje jak w różnych miejscach na świecie są traktowane te zwierzęta.
  - Aligatory (2002) - Nigel wybiera się na Florydę i pokazuje jak żyją tam aligatory na wolności i w różnych ośrodkach im przeznaczonych.
  - Anakonda (2003) - Nigel w Ameryce Południowej szuka anakondy zielonej, która według legend osiąga aż 10 metrów długości. Nigdy nie spotkano naprawdę takiego okazu, a Nigel chce to dokonać pierwszy.
  - Piranie (2003) - Nigel wybiera się do Ameryki Południowej tropem piranii. Przy okazji nie może oprzeć się opowiedzeniu o tutejszych zwierzętach.
  - Surykatki (2003) - Nigel wędruje po całej Afryce szukając najważniejsze siedliska surykatek.
- Wędrówki z dinozaurami - powrót dinozaurów (2003) – pierwszy film/serial, w którym Nigel "cofa się w czasie", by tym razem wędrować z prehistorycznymi zwierzętami.
  - Pazur olbrzyma - Nigel na terenie dzisiejszej Mongolii 75 mln lat temu tropi terizinozaura - właściciela metrowego pazura, by wyjaśnić dlaczego ten teropod miał tak wielkie pazury. Na końcu wyprawy okazuje się, że terizinozaur nie był mięsożercą, choć jest teropodem. Prehistoryczne zwierzęta występujące w odcinku: zaurolof, protoceratops, welociraptor, mononyk, tarbozaur, terizinozaur.
  - Kraina gigantów - Nigel na terenie dzisiejszej Argentyny 100 mln lat temu szuka największego zwierzęcia jakie chodziło po ziemi - argentynozaura. Prehistoryczne zwierzęta występujące w odcinku: sarkozuch, iguanodon, argentynozaur, pteranodon, giganotozaur, ornitocheirus.
- Wędrówki z dinozaurami: potwory na fali (2003) - Nigel "cofa się w czasie" w celu zwiedzenia 7 najgroźniejszych mórz w historii i prehistorii.
  - Odcinek pierwszy - siódme najniebezpieczniejsze morze w dziejach (ordowik, 450 mln lat temu), szóste najniebezpieczniejsze morze w dziejach (trias, 230 mln lat temu), piąte najniebezpieczniejsze morze w dziejach (dewon, 360 mln lat temu)
  - Odcinek drugi - piąte najniebezpieczniejsze morze w dziejach - dokończenie (dewon, 360 mln lat temu), czwarte najniebezpieczniejsze morze w dziejach (eocen, 36 mln lat temu), trzecie najniebezpieczniejsze morze w dziejach (pliocen, 4 mln lat temu)
  - Odcinek trzeci - trzecie najniebezpieczniejsze morze w dziejach - dokończenie (pliocen, 4 mln lat temu), drugie najniebezpieczniejsze morze w dziejach (jura, 155 mln lat temu), najbardziej najniebezpieczniejsze morze w dziejach (kreda, 75 mln lat temu)
- Zmysły człowieka (2003) - film dokumentalny, którego Marven jest uczestnikiem.
- Rekin - byk (org. Bull shark, 2004) - film dokumentalny o rekinach białych pokazujący, że nie są one źle nastawione na człowieka, gdy się ich nie prowokuje. W filmie pokazano także rozmowę Nigela z osobami, które miały bliskie spotkania z rekinami.
- Krzycz, jeśli chcesz wysiąść! (2004) - Nigel występuje jako gość jednego z odcinków. Program polega na obozie przetrwania wśród dzikich zwierząt.
- Zwierzęcy detektywi (2005) - film dokumentalny, w którym Marven bada jak zwierzęta i rośliny mogą pomóc policji rozszyfrować kto popełnił zbrodnię.
- Łowcy jadu (2005) - film dokumentalny pokazujący jak jad niektórych zwierząt pomaga naukowcom i lekarzom uratować komuś zdrowie lub nawet życie. Nigel Marven w tym filmie szuka odpowiednich zwierząt i pobiera od nich jad.
- Niebezpieczne życie nosorożców (2006) - film dokumentalny, w którym Marven przedstawia wszystkie pięć gatunków nosorożców.
- Brzydkie zwierzęta (2006) - film dokumentalny, w którym Marven rusza tropem najbrzydszych zwierząt na ziemi, pod wodą i w powietrzu.
- Park prehistoryczny (2006) - z pewnością najsłynniejszy serial/film z udziałem Nigela Marvena.

- Safari z pingwinami (2006) - film dokumentalny rozgrywający się na wyspie Georgii Południowej. Marven opowiada o trzech gatunkach pingwinów królewskim, gentoo i złotoczubym. W filmie po raz pierwszy został sfilmowany pierwszy lot pisklęcia albatrosa wędrownego.
- Micro safari: Podróż do błędów (org. Micro Safari: Journey to the Bugs, 2007) - film dokumentalny opowiadający o insektach i owadach. Marven zmniejsza się do rozmiaru małego insekta, tak aby obserwować własny ogród z tej perspektywy.
- Wyspa orek (org. Killer Whale Islands, 2007) - film dokumentalny, którego głównym bohaterem są orki. Zafascynowany nimi Marven odwiedza Falklandy, na których dzieje się akcja.
- Obcy w domu (2008) - program dla brytyjskich dzieci, w którym obca osoba (tu Marven) chowa się w domu pięcioosobowej rodziny.
- Arktyczna wyprawa (2007) - film dokumentalny o arktycznych zwierzętach, które Marven wyruszył badać.
- Nigel Marven i niedźwiedź polarny (2007)
- Wyspa rekinów (2007)
- Pomóż! Jestem większy niż błąd! (2008)
- Weird, True i Freaky (2008)
- Pierwotny (2009)
- Invasion of the Giant Pythons: Florida with Nigel Marven (2009)
- Tydzień z pandą (2010)
- Nieokiełznane Chiny (2011)
- Nigel Marven w prowincji Junnan (2012) - film dokumentalny o zwierzętach prowincji Junnan.
- Nigel Marven na wyspie Hajnan (2012) - film dokumentalny o zwierzętach wyspy Hajnan.
- Dzika Kolumbia Nigela Marvena (2012)
- Wśród wielorybów z Nigelem Marvenem (2013) - film dokumentalny o wielorybach szarych, za którymi Marven przebył 8000 km. Po drodze spotyka inne ciekawe zwierzęta.
- Dziesięć najbardziej śmiertelnych węży: Chiny (2013)
- Moja rodzina i inne indyki (2013) - film dokumentalny o indykach domowych i dzikich.
- Dziesięć najbardziej śmiertelnych węży z Nigelem Marvenem (2014 - 2015)
- Dzikie jedzenie (2014) - film dokumentalny, w którym Nigel razem z kucharką Anis Nabilah poszukują miejscowych zwierząt i kulinarii.
- Nigel Marven: Rejs statkiem Adventures (2015)  - Marven podróżując rzekami Kolumbii przedstawia żyjące tam zwierzęta.
- Eden Shorts: do obiektywu do ekranu (2015)  - Nigel Marven prezentuje najlepsze wpisy w konkursie filmów przyrodniczych Eden Shorts z 2014 (był w tym roku wśród jury) i bada niektóre z technik stosowanych.